# Clyde Cameron
Clyde Robert Cameron AO (* 11. Februar 1913 in Murray Bridge, South Australia; † 14. März 2008) war ein australischer Politiker der Australian Labor Party.

## Karriere
Cameron war seit den 1930er Jahren in der Labour Party und der Australian Workers’ Union aktiv. Er gehörte dem Repräsentantenhaus von 1949 bis 1980 für den Wahlkreis Hindmarsh an, der die westlichen Vororte von Adelaide umfasst. Seit den 1960er Jahren gehörte er dem Schattenkabinett der Labour Party an. Von 1972 bis 1975 war er mehrfach Minister in der Regierung von Gough Whitlam: 1972–74 Minister für Arbeit, 1974–75 Minister für Arbeit und Einwanderung und 1975 Minister für Wissenschaft und Verbraucherangelegenheiten.
1987 wurde Cameron der Titel Officer of the Order of Australia für seine Verdienste um die Regierung und Politik verliehen.
Cameron wurde am 20. März 2008 in einem Staatsbegräbnis im Centennial Park Cemetery in Adelaide beigesetzt.
Camerons Bruder Donald Newton Cameron war von 1969 bis 1977 Labour-Abgeordneter im Senat, sein Neffe John Rau, seit 2002 Labour-Abgeordneter im Abgeordnetenhaus von South Australia, hatte 1993 im Wahlkreis Hindmarsh als Abgeordneter auf Bundesebene kandidiert und knapp verloren.